# La crisi. In ½ h
La crisi. In ½ h è stato un talk show televisivo andato in onda nel 2011 e condotto da Lucia Annunziata. Il programma era uno spin-off di In ½ h e andava in onda alle 20:00 dopo TG3 e TGR nella collocazione che fino a quell'anno fu di Blob, allora in onda alle 20:20 proprio per lasciare spazio a questa trasmissione.
Il programma, a differenza di In ½ h, affrontava i temi del giorno insieme all'ospite.
Era trasmesso in onda dalla hall del Hotel Colonna affacciato a Palazzo Montecitorio, sede della Camera dei deputati.
Il programma è stato voluto fortemente dal direttore di rete Antonio Di Bella per raccontare ed approfondire la crisi politica ed economica del paese e per contrastare la concorrenza dei telegiornali delle 20 (TG1, TG5 e TG LA7).